# Ghiacciaio Baldwin
Il ghiacciaio Baldwin è un ampio ghiacciaio lungo circa 25 km situato sulla costa di Shackleton, all'interno della regione sud-occidentale della Dipendenza di Ross, nell'Antartide Orientale. Il ghiacciaio, il cui punto più alto si trova a circa 2000 m s.l.m., si trova in particolare all'estremità occidentale dei monti della Regina Maud, dove fluisce dapprima verso sud-est e poi verso est scorrendo quasi parallelamente al ghiacciaio Gallup tra il monte Rosenwald, a ovest, e il monte Heekin, a est, fino a unire il proprio flusso a quello ghiacciaio Shackleton poco a sud dell'Heekin.

## Storia
Il ghiacciaio Baldwin è stato scoperto il 16 febbraio 1947 durante un volo di ricognizione effettuato nel corso dell'Operazione Highjump, condotta dal 1946 al 1947 dalla marina militare statunitense. In seguito esso è stato così battezzato dal Comitato consultivo dei nomi antartici in onore del sergente dei marines George E. Baldwin, che operò come fotografo a bordo del Volo 8A.